# 斑櫛鰕虎
斑櫛鰕虎（学名：Ctenogobiops maculosus），又名斑櫛眼鰕虎魚，为鰕虎科櫛眼鰕虎魚屬下的一个种。